# Municipio de Milford (condado de Dickinson)
El municipio de Milford (en inglés: Milford Township) es un municipio ubicado en el condado de Dickinson en el estado estadounidense de Iowa. En el año 2010 tenía una población de 1022 habitantes y una densidad poblacional de 11,13 personas por km².

## Geografía
El municipio de Milford se encuentra ubicado en las coordenadas 43°17′51″N 95°5′25″O / 43.29750, -95.09028. Según la Oficina del Censo de los Estados Unidos, el municipio tiene una superficie total de 91.81 km², de la cual 91,67 km² corresponden a tierra firme y (0,14 %) 0,13 km² es agua.

## Demografía
Según el censo de 2010, había 1022 personas residiendo en el municipio de Milford. La densidad de población era de 11,13 hab./km². De los 1022 habitantes, el municipio de Milford estaba compuesto por el 98,14 % blancos, el 0,2 % eran afroamericanos, el 0,1 % eran amerindios, el 0,59 % eran asiáticos y el 0,98 % eran de una mezcla de razas. Del total de la población el 1,57 % eran hispanos o latinos de cualquier raza.